# Maurice Perrin
Maurice Perrin (Parigi, 26 ottobre 1911 – Plaisir, 2 gennaio 1992) è stato un pistard francese.

## Palmarès

### Pista
- 1930

GP Cyclo-Sport de vitesse, Velocità
- 1931

Copenhagen, DBC's Grand Prix for Amatører, Velocità
- 1932

GP Cyclo-Sport de vitesse, Velocità
Giochi olimpici, Tandem (con Louis Paul Fernand Chaillot)

## Piazzamenti
- Giochi olimpici

Los Angeles 1932 - Tandem: vincitore